# Riekoperla darlingtoni
Riekoperla darlingtoni is een steenvlieg uit de familie Gripopterygidae. De wetenschappelijke naam van de soort is voor het eerst geldig gepubliceerd in 1968 door Illies.
De soort komt voor in Australië. Op de Rode Lijst van de IUCN staat de soort als kritiek gekwalificeerd.